# تريبولين
تريبولين (Tripoline) هو نوع من معكرونة النودلز التي تأتي على شكل شريطي، مشابعة لمعكورنة مافالدينه. معكرونة تريبولين تأخذ شكل شريطي سميك مخدد على جانب واحد.